# Norvegia ai XVI Giochi olimpici invernali
La Norvegia partecipò ai XVI Giochi olimpici invernali, svoltisi ad Albertville, Francia, dall'8 al 23 febbraio 1992, con una delegazione di 80 atleti impegnati in undici discipline.